# Културни центар „Доситеј Обрадовић” Баточина
| Културни центар „Доситеј Обрадовић” Баточина |                                   |
|                                              |                                   |
| Оснивач:                                     | Општина Баточина                  |
| Основан:                                     | 1976.                             |
| Седиште:                                     | Краља Петра 69, · Баточина Србија |
| Веб презентација                             | http://www.ktcbatocina.rs/        |
| Контакт:                                     | 034/6841- 539                     |

Културни центар „Доситеј Обрадовић” Баточина је установа у култури општине Баточина, основан 22. децембра 1976. године у оквиру Месне заједнице Баточина, под називом Дом културе „Душан Петровић Шане”.

## Реорганизација
Дом културе „Душан Петровић - Шане” се 1990. године издваја из Месне заједнице Баточина и постаје самостална установа, а две године касније мења назив у Културни центар „Доситеј Обрадовић”, када се и библиотека „Вук Караџић” осамостаљује. Након пет година Културни центар проширује делатност и на радиодифузну, када са радом почиње локални радио „Лепеница”. У међувремену, 2001. године радио „Лепеница” мења назив у радио „Баточина”, а годину дана раније експериментални програм почиње да емитује локална телевизија „Стражевица”, која потом постаје телевизија „Баточина”. Коначно, РТВ „Баточина” се у пролеће 2007. године образује као самостално привредно друштво, културни центар гаси радиодифузну, а оснива две нове делатности, туристичку и рекламно-пропагандну делатност.

## Културни центар данас
Културни центар сваке јесени организује Смотру фолклорних ансамбала, периодичне изложбе слика и ручних радова, промоцију књига, позоришне представе, приредбе и концерте. Од оснивања Центра, постојало је и културно уметничко друштво Баточина које је освајало бројна признања у земљи и иностранству, а које данас послује самостално.
Изложбени простор са сталном изложбеном поставком удружења „Златне руке Баточина”, од априла 2008. године налази се на улазу у Културни центар, у просторији на коришћење уступио Културни центар, а средства за њену адаптацију обезбедила је општина Баточина.
Септембра 2009. године комплетно је реновиран хол Културног центра, так да сада чини идеално место за организовање изложби са квалитетним садржајима.
Установа, априла месеца 2010. године, након што је раније основала нову делатност, туристичку, мења назив у Културно-туристички центар „Доситеј Обрадовић”.

### Делатности
- Делатност заштите културних добара
- Културно-образовна делатност
- Културно-уметничка делатност
- Туристичка делатност
- Рекламе и пропаганда